# James Gammon
Pour les articles homonymes, voir Gammon.
James Gammon est un acteur américain né le 20 avril 1940 à Newman, dans l'Illinois (États-Unis) et mort à Costa Mesa, Californie, le 16 juillet 2010.

## Biographie

### Début de sa vie
Gammon est né à Newman, le fils de Doris Latimer (née Toppe), une fille de ferme, et Donald Gammon, un musicien. Après que ses parents ont divorcé et il a rebondi autour de la maison à la maison, il a fait son chemin à Orlando, en Floride. Il a travaillé chez ABC TV affiliée WLOF Channel Orlando 9 en tant que cameraman et réalisateur. Dans ses 20 ans, il fit ses valises et a déménagé à Hollywood pour essayer de trouver du travail.

### Carrière
Ses crédits de télévision incluent premiers apparaissant deux fois vice Virgile Bramley dans la série western NBC La route de l'Ouest lors de la saison 1966-1967, qui co-vedette Barry Sullivan, Andrew Prine, et Glenn Corbett.
Dans les années 1970, il a contribué à fonder Met Theatre à Los Angeles. Bien qu'il y ait spectacle, un représentant du théâtre public l'a vu et lui avait jeté comme Weston dans la Malédiction du Starving Class de Sam Shepard en 1978. Les deux sont devenus amis par la suite. Il a fait sa seule apparition Broadway comme "Dodge" dans une reprise de Sam Shepard Buried Child. Il a été nommé pour un Tony Award pour sa performance. Il est également apparu sur scène à San Francisco les débuts de Shepard de The Late Henry Moss avec Nick Nolte, Sean Penn, Cheech Marin et Woody Harrelson en 2000.
Gammon peut être mieux connu pour ses personnages Lou Brown, directeur des Indians de Cleveland dans les grands films de la Ligue, et Nick Bridges, le père du personnage-titre de Don Johnson dans la série télévisée Nash Bridges. Il est apparu dans les films Cool Hand Luke (1967), Urban Cowboy (1980), Silverado (1985), Noon Wine (1985), The Milagro (1988), Major League (1989), Les Aventures de Huckleberry Finn (1993), Major League II (1994), Wyatt Earp (1994), Wild Bill (1995), Truman (1995), Retour à Cold Mountain (2003), et plus récemment Appaloosa (2008). Il a également eu un rôle non crédité dans Tueurs nés (1994).
Gammon dépeint un vétéran de la guerre de Corée sur l'anatomie du hit ABC série Grey. Il a joué Charles bonne nuit dans Streets of Laredo. En 2006, il a joué le grand-père sévère, Sam, frère du célèbre hors la loi Butch Cassidy, dans le sentier Outlaw du film: Le trésor de Butch Cassidy. Gammon joue également un rôle de soutien dans Appaloosa (2008).
Gammon a fourni les voix des personnages animés Marv Loach et Floyd Turbeaux dans la Warner Bros long métrage 1999 Le Géant de fer.

### Vie privée
Son premier mariage s'est terminé par un divorce. Il a un frère, Philippe, et une sœur, Sandra (Glaudell). Il était marié à Nancy Jane Kapusta de 1972 jusqu'à sa mort. Il a deux filles, Allison Mann et Amy Gammon.

### Mort
Gammon est décédé d'un cancer des glandes surrénales et du foie à Costa Mesa.

## Filmographie

### Cinéma
- 1967 : Luke la main froide (Cool Hand Luke) de Stuart Rosenberg : Sleepy (non crédité)
- 1968 : La Brigade des cow-boys (Journey to Shiloh) de William Hale : Tellis Yeager
- 1969 : The Thousand Plane Raid de Boris Sagal : Maj. Varga
- 1970 : Un homme nommé cheval (A Man Called Horse) de Elliot Silverstein : Ed, chasseur blanc
- 1970 : Macho Callahan de Bernard L. Kowalski : Cowboy
- 1972 : L'Apache (Cry for Me, Billy) de William A. Graham : Amos
- 1974 : Zandy's Bride de Jan Troell : Cowboy (non crédité)
- 1974 : Macon County Line de Richard Compton : Elisha
- 1975 : The Wild McCullochs de Max Baer Jr. : 1er officier de police
- 1976 : Bobbie Jo and the Outlaw de Mark L. Lester : Leather Salesman
- 1976 : Lâche-moi les baskets (The Pom Pom Girls) de Joseph Ruben : Coach
- 1977 : Black Oak Conspiracy de Bob Kelljan : Deputy Bullard
- 1977 : The Greatest de Tom Gries et Monte Hellman : M.. Harry
- 1980 : On the Nickel de Ralph Waite : Peanut John
- 1980 : Urban Cowboy (titre québécois Un cowboy dans la ville) de James Bridges : Steve Strange
- 1980 : C'est mon tour (It's My Turn) de Claudia Weill : Connie Foxworth (non crédité)
- 1980 : Ça va cogner (Any Which Way You Can) de Buddy Van Horn : Palomino Bartender
- 1980 : Below the Belt de Rob Fowler : Luke
- 1985 : Sylvester de Tim Hunter : Steve
- 1985 : Silverado de Lawrence Kasdan : Dawson
- 1985 : Peur bleue (Silver Bullet) de Daniel Attias : Arnie Westrum
- 1985 : Vision Quest de Harold Becker : père de Kuch
- 1986 : Hard Traveling de Dan Bessie : Sergent Slattery
- 1987 : Bienvenue au Paradis (Made in Heaven) d'Alan Rudolph : Steve Shea
- 1987 : Ironweed de Hector Babenco : Reverend Chester
- 1988 : Milagro The Milagro Beanfield War de Robert Redford : Horsethief Shorty
- 1989 : Les Indians (Major League, titre québécois Ligue majeure) de David S. Ward : Lou Brown
- 1990 : Vengeance (Revenge) de Tony Scott : Texan
- 1990 : Coupe de Ville de Joe Roth : Dr. Sturgeon the Cadillac Surgeon
- 1990 : Je t'aime à te tuer (I Love You to Death) de Lawrence Kasdan : Lieutenant Larry Schooner
- 1992 : En quête de liberté (Leaving Normal) d'Edward Zwick : Walt
- 1992 : CrissCross de Chris Menges : Emmett
- 1993 : Running Cool de Beverly Sebastian et Ferd Sebastian : Ironbutt Garrett
- 1993 : Painted Desert de Masato Harada : Al
- 1993 : Les Aventures de Huckleberry Finn (The Adventures of Huck Finn) de Stephen Sommers : député Hines
- 1994 : Cabin Boy de Adam Resnick : Paps
- 1994 : Les Indians 2 (Major League II) de David S. Ward : Lou Brown
- 1994 : Hard Vice de Joey Travolta : Bronski
- 1994 : Wyatt Earp de Lawrence Kasdan : M.. Sutherland
- 1994 : Tueurs nés (Natural Born Killers), titre québécois Les Meurtres de sang) d'Oliver Stone : copain de Redneck au dîner (non crédité)
- 1995 : Wild Bill de Walter Hill : California Joe
- 1997 : Les Truands (Traveller) de Jack N. Green : Double D
- 1997 : Le Prédicateur (The Apostle) de Robert Duvall : (non crédité)
- 1998 : The Man in the Iron Mask de William Richert : le Commandant
- 1998 : Ultime Recours (Point Blank) de Matt Earl Beesley : Papa
- 1998 : Love from Ground Zero de Stephen Grynberg : Hat
- 1998 : The Hi-Lo Country de Stephen Frears : Hoover Young
- 1999 : Le Géant de fer (The Iron Giant) de Brad Bird : Marv Loach / Floyd Turbeaux / Général Sudokoff (voix)
- 1999 : One Man's Hero  de Lance Hool : Général Zachary Taylor
- 2000 : The Cell (titre québécois La Cellule) de Tarsem Singh : Teddy Lee
- 2002 : 7 jours et une vie (Life or Something Like It, titre québécois La vie, plus ou moins) de Stephen Herek : Pat Kerrigan
- 2002 : Les Country Bears (The Country Bears) de Peter Hastings : Grand Al (voix)
- 2003 : Retour à Cold Mountain (Cold Mountain) de Anthony Minghella : Esco Swanger
- 2004 : Silver City de John Sayles : Shérif Joe Skaggs
- 2005 : Don't Come Knocking de Wim Wenders : vieil ouvrier de Ranch
- 2006 : Le Trésor caché de Butch Cassidy (Outlaw Trail: The Treasure of Butch Cassidy) de Ryan Little : Sam
- 2006 : The Far Side of Jericho de Tim Hunter : le pasteur
- 2006 : Altered de Eduardo Sánchez : Shérif Henderson
- 2007 : The Final Season  de David M. Evans : Jared Akers
- 2008 : Appaloosa de Ed Harris : Earl May
- 2009 : Dans la brume électrique (In the Electric Mist) de Bertrand Tavernier : Ben Hebert
- 2009 : Instinct de survie (The new daughter) de Luis Berdejo : Roger Wayne
- 2010 : Otis E. de Jeffrey Daniel Phillips : Le Shérif

### Télévision

#### Téléfilms
- 1970 : The Intruders (en) de William A. Graham : Chaunce Dykstra
- 1974 : The F.B.I. Story: The FBI Versus Alvin Karpis, Public Enemy Number One de Marvin J. Chomsky : Alex Denton
- 1975 : The Kansas City Massacre de Dan Curtis : Garth
- 1979 : The Sacketts de Robert Totten : Wes Bigelow
- 1980 : Rage ! de William A. Graham : Joe Dean
- 1981 : Joe Dancer - Le trou noir (The Big Black Pill) de Reza Badiyi : Capitain Jake Jacqualone
- 1982 : The Ballad of Gregorio Cortez de Robert Malcolm Young : Shérif Frank Fly
- 1982 : Deadly Encounter de William A. Graham : Frank Kitchens
- 1983 : Le Combat de Candy Lightner (M.A.D.D.: Mothers Against Drunk Drivers) de William A. Graham : Willard Kohler
- 1983 :  Le pénitencier de l'enfer (en) (Women of San Quentin) de William A. Graham : officier
- 1985 : Noon Wine de Michael Fields : shérif
- 1985 : Hell Town de Don Medford : Lieutenant Raymond Tracy
- 1985 : Les Feux de l'été (The Long Hot Summer) de Stuart Cooper : Billy Quick
- 1987 : La Vérité cachée (ou L.A. Cop, Laguna Heat) de Simon Langton : Grimes
- 1988 : Lincoln de Lamont Johnson : Général Ulysses S. Grant
- 1989 : Roe vs. Wade (en) (titre québécois Le Combat de Jane Roe) de Gregory Hoblit :
- 1991 : Conagher de Reynaldo Villalobos (en) : Smoke Parnell, le propriétaire de l'echelle de cinq
- 1991 : Stranger at My Door (en) de Vincent McEveety : Sheriff Bitterman
- 1992 : Enquête dangereuse (Criminal Behavior) de Michael Miller : Roy Stubbs
- 1993 : Les Silences d'un homme (Men Don't Tell) de Harry Winer : Jack
- 1995 : Truman de Frank Pierson : Sam Rayburn
- 1996 : Deux mères pour un enfant (Two Mothers for Zachary) de Peter Werner : Chalmer
- 1998 : La Colère du tueur (Logan's War: Bound by Honor, titre québécois La Vengeance) de Michael Preece : Ben
- 1999 : Le Dernier Justicier (You Know My Name) de John Kent Harrison : Real Arkansas Tom
- 2003 : Monte Walsh (en) de Simon Wincer : Joe Hooker le bagarreur / Albert Miller
- 2004 : Paradise de Frank Pierson : vieux cowboy
- 2006 : Ce qu'on fait par amour... (What I Did for Love) de Mark Griffiths : Karl Ryder
- 2007 : Jesse Stone: Sea Change de Robert Harmon : Bob

#### Séries télévisées
- 1966 : Les Mystères de l'Ouest (The Wild Wild West), Saison 1 épisode 25, La Nuit des Conquistadors (The Night of the Freebooters)), de Edward Dein : Egan
- 1966 : Les Monroe (The Monroes) (épisode Night of the Wolf) : Stennis
- 1966-1967 : The Road West (2 épisodes The Gunfighter et The Agreement) : Pete Fowler / Député Virgil Bramley
- 1967 : Captain Nice (épisode Whatever Lola Wants) :
- 1967 : Bonanza créée par David Dortort (épisode The Man Without Land) : Harry Jeffers
- 1967 : Les Envahisseurs (The Invaders) créée par Larry Cohen (épisode The Spores) : Hal
- 1967 : Brigade criminelle (Felony Squad) (épisode Ordeal by Terror) : Mickey
- 1967 : Batman créée par William Dozier (épisode The Unkindest Tut of All, non crédité) : Osiris
- 1967 : Le Virginien (The Virginian) créée par Charles Marquis (épisode A Small Taste of Justice) : Cal Mason
- 1968-1969 : Ranch L (Lancer) créée par Samuel A. Peeples (2 épisodes Chase a Wild Horse et Blind Man's Bluff) : Wes / Clint Meek
- 1970 : Le Grand Chaparral (The High Chaparral) créée par David Dortort (épisode Only the Bad Come to Sonora) : Lafe
- 1966-1973 : Gunsmoke créée par John Meston (2 épisodes My Father, My Son et Susan Was Evil) : Arnie Jeffords / Dudley
- 1971-1974 : Sur la piste du crime (The F.B.I.) créée par Quinn Martin (2 épisodes Turnabout et Diamond Run) : Cauldwell / Ben McCarty
- 1973 : Dusty's Trail (épisode Horse of Another Color) : Roy
- 1973-1975 : La Famille des collines (The Waltons) créée par Earl Hamner Jr. (8 épisodes) : Zack Rosswell
- 1974 : Kung Fu créée par Ed Spielman (épisode The Nature of Evil) : Jake
- 1975 : Les Rues de San Francisco (The Streets of San Francisco) créée par Quinn Martin (épisode River of Fear) : shérif
- 1975 : Barnaby Jones (épisode The Final Burial) : Andy Lucker
- 1971-1976 : Cannon créée par Edward Hume (2 épisodes Country Blues et The Quasar Kill) : Keely / Shérif Ryder
- 1976 : Petrocelli (épisode Blood Money) : Harry
- 1976 : Section contre-enquête (Most Wanted) (épisode The Torch) :
- 1977-1978 : Drôles de dames (Charlie's Angels) créée par Ivan Goff et Ben Roberts (2 épisodes Angels on Ice et Angels in the Stretch) : Billy / Gates
- 1979 : Lou Grant créée par Allan Burns, James L. Brooks et Gene Reynolds (épisode Samaritan)
- 1984 : L'Homme au katana (The Master) (épisode A Place to Call Home)
- 1984 : Cagney et Lacey créée par Barbara Avedon et Barbara Corday (épisode Old Debts) : Brian Holgate
- 1985 : Arabesque (Murder, She Wrote) créée par Peter S. Fischer, Richard Levinson et William Link (épisode Armed Response) : Billy Don Baker
- 1986 : Equalizer (The Equalizer) créée par Michael Sloan et Richard Lindheim (épisode Out of the Past) : Michael Cub
- 1987 : Les Incorruptibles de Chicago (Crime Story) créée par Chuck Adamson et Gustave Reininger (2 épisodes The Survivor et The Pinnacle) : Jack Claymore
- 1989 : Jack Killian, l'homme au micro (Midnight Caller) créée par Richard DiLello (épisode Tarnished Shield) : Pete Hanrahan
- 1989 : Dans la chaleur de la nuit (In the Heat of the Night) créée par John Ball (épisode A Trip Upstate) : Shérif Ketch Monroe
- 1990-1991 : Bagdad Cafe (15 épisodes) : Rudy
- 1991 : L'Équipée du Poney Express (The Young Riders) créée par Ed Spielman (épisode The Blood of Others) : Elias Mills
- 1992 : Les Aventures du jeune Indiana Jones (The Young Indiana Jones Chronicles) créée par George Lucas (épisode British East Africa, September 1909) : Teddy Roosevelt
- 1992-1993 : Homefront créée par Lynn Marie Latham et Bernard Lechowick (8 épisodes) : Coach Zelnick
- 1993-1994 : La Loi de Los Angeles (L.A. Law) créée par Steven Bochco et Terry Louise Fisher (2 épisodes F.O.B. et God Is My Co-Counsel) : Thomas Quinn / Révérant Joseph Halliday
- 1992 : Middle Ages (épisode inconnus) : Dave
- 1996-2001 : Nash Bridges créée par Carlton Cuse (49 épisodes) : Nick Bridges
- 2003 : Fillmore ! (épisode Two Wheels, Full Throttle, No Brakes) : Doc Hemlock (voix)
- 2004 : LAX créée par Mark Gordon et Nick Thiel (épisode The Longest Morning) : Bill Barkley
- 2004 : Preuve à l'appui (Crossing Jordan) créée par Tim Kring (épisode Justice Delayed) : Olin Price
- 2007 : Monk créée par Andy Breckman (épisode Mr. Monk Visits a Farm) : Oates
- 2007 : Grey's Anatomy (titre québécois Dre Grey, leçons d'anatomie) créée par Shonda Rhimes (épisode Scars and Souvenirs) : M.. Scofield

## Voix francaises
En France
| - Benoît Allemane dans : - Roberto Darmel - Jacques Dynam dans : - Silverado - Rene Morad dans : - Les Indians 2 - Michel Fortin dans : - 7 jours et une vie - Jacques Thebault dans : - Je t'aime à te tuer - Jean-Claude Sachot dans : - Le Géant de fer (voix) - Pierre Baton dans : - Le Géant de fer (voix) |

Au Québec
| - Vincent Davy dans : - Retour a Cold Mountain - Heros sans patrie - Silver City : La montagne electorale | - Aubert Pallascio dans : - Appaloosa - La Vie, Plus ou Moins - Wyatt Earp et aussi - Ronald France dans : Les Aventures de Huck Finn - Yves Massicotte dans : Ligue Majeure 2 - Robert Lavoie dans : ‘’Les Country Bears’’ (voix) |

## Nomination
- 1996 : James Gammon fut nommé pour le Tony Award de Broadway du meilleur acteur dans la reprise de Buried Child de Sam Shepard.